# Molophilus (Molophilus) fuscopleuralis
Molophilus (Molophilus) fuscopleuralis is een tweevleugelige uit de familie steltmuggen (Limoniidae). De soort komt voor in het Neotropisch gebied.